# Uma Thurman (singolo)
Uma Thurman è un singolo del gruppo musicale statunitense Fall Out Boy, il terzo estratto dal sesto album in studio American Beauty/American Psycho e pubblicato il 10 febbraio 2015.

## La canzone
Come intuibile dal titolo, il brano è un omaggio all'attrice Uma Thurman, e in particolare alla scena in cui balla nel film Pulp Fiction. L'attrice ha dato il consenso per utilizzare il proprio nome.
In essa è presente un campionamento tratto della sigla della serie televisiva I mostri.

## Pubblicazione
Uma Thurman è stato pubblicato inizialmente nelle stazioni radiofoniche statunitensi di musica alternativa a partire dal 10 febbraio 2015, per poi venire distribuito nelle stazioni radiofoniche statunitensi principali dal 31 marzo dello stesso anno.
Il 29 maggio 2015 il singolo è stato remixato da Didrick, venendo pubblicato per il download digitale il 18 settembre dello stesso anno.

## Video musicale
Il videoclip vede protagonista una ragazza di nome Sarah che trascorre una giornata con i musicisti del gruppo dopo aver vinto un contest. In esso sono presenti i cameo di Big Sean, Action Bronson, Brendon Urie, Big Data e Max Schneider.

## Tracce
Download digitale
1. Uma Thurman (Fall Out Boy vs. Didrick) (Radio Edit) – 2:23